# Bengt Skans
Bengt Gustaf Skans, född 18 oktober 1936 i Malmö, död 11 januari 2011 i Hörby, var en svensk lärare, tecknare och grafiker
Han var son till Eskil Gustaf Skans och Helga Wiktoria Chronbäck och från 1961 gift med bibliotekarien Gunilla Götesdotter Liedholm. Efter studier i konsthistoria vid Lunds universitet arbetade Skans som teckningslärare 1960–1962 och därefter som timlärare vid olika folkskolor. Han fick sina grundläggande kunskaper i målning av sin far och studier vid Essem-skolan 1955–1956 och under studievistelser i Paris. Separat ställde han ut i Gävle och han medverkade i samlingsutställningar arrangerade av Hörby konstförening. Hans konst består av tusch- och blyertsteckningar samt grafik. Bengt Skans är begravd på Norra kyrkogården i Lund. 